# Trượt tuyết tự do tại Thế vận hội Mùa đông 2018 - Lòng máng nữ
Nội dung lòng máng nữ của môn trượt tuyết tự do tại Thế vận hội Mùa đông 2018 diễn ra vào ngày 19 và 20 tháng 2 năm 2018 tại Công viên Phoenix Bogwang, Pyeongchang, Hàn Quốc.

## Kết quả

### Vòng loại
Vòng loại diễn ra vào lúc 10:00 ngày 19 tháng 2.
| Hạng | Thứ tự xuất phát | Số áo | Tên                 | Quốc gia                     | Lượt 1 | Lượt 2 | Tốt nhất | Ghi chú |
| ---- | ---------------- | ----- | ------------------- | ---------------------------- | ------ | ------ | -------- | ------- |
| 1    | 8                | 3     | Cassie Sharpe       | Canada                       | 93.00  | 93.40  | 93.40    | Q       |
| 2    | 10               | 7     | Marie Martinod      | Pháp                         | 91.60  | 92.00  | 92.00    | Q       |
| 3    | 5                | 1     | Brita Sigourney     | Hoa Kỳ                       | 90.60  | 90.60  | 90.60    | Q       |
| 4    | 7                | 6     | Annalisa Drew       | Hoa Kỳ                       | 85.40  | 86.00  | 86.00    | Q       |
| 5    | 2                | 13    | Ayana Onozuka       | Nhật Bản                     | 74.60  | 84.80  | 84.80    | Q       |
| 6    | 15               | 4     | Maddie Bowman       | Hoa Kỳ                       | 83.60  | 83.80  | 83.80    | Q       |
| 7    | 16               | 11    | Sabrina Cakmakli    | Đức                          | 81.80  | 31.40  | 81.80    | Q       |
| 8    | 1                | 2     | Zhang Kexin         | Trung Quốc                   | 80.60  | 81.00  | 81.00    | Q       |
| 9    | 20               | 22    | Rowan Cheshire      | Anh Quốc                     | 74.00  | 71.40  | 74.00    | Q       |
| 10   | 11               | 8     | Valeriya Demidova   | Vận động viên Olympic từ Nga | 71.00  | 73.60  | 73.60    | Q       |
| 11   | 17               | 24    | Rosalind Groenewoud | Canada                       | 73.20  | 72.80  | 73.20    | Q       |
| 12   | 18               | 17    | Anaïs Caradeux      | Pháp                         | 25.00  | 72.80  | 72.80    | Q       |
| 13   | 6                | 12    | Elisabeth Gram      | Áo                           | 72.20  | 20.00  | 72.20    |         |
| 14   | 3                | 10    | Saori Suzuki        | Nhật Bản                     | 69.20  | 71.80  | 71.80    |         |
| 15   | 13               | 5     | Devin Logan         | Hoa Kỳ                       | 71.60  | 25.60  | 71.60    |         |
| 16   | 19               | 20    | Janina Kuzma        | New Zealand                  | 67.80  | 48.60  | 67.80    |         |
| 17   | 4                | 14    | Molly Summerhayes   | Anh Quốc                     | 60.80  | 66.00  | 66.00    |         |
| 18   | 12               | 16    | Jang Yu-jin         | Hàn Quốc                     | 64.40  | 60.00  | 64.40    |         |
| 19   | 21               | 21    | Chai Hong           | Trung Quốc                   | 58.00  | 63.60  | 63.60    |         |
| 20   | 9                | 15    | Wu Meng             | Trung Quốc                   | 53.40  | 61.00  | 61.00    |         |
| 21   | 14               | 9     | Yurie Watabe        | Nhật Bản                     | 21.20  | 56.60  | 56.60    |         |
| 22   | 23               | 18    | Britt Hawes         | New Zealand                  | 52.20  | 57.40  | 57.40    |         |
| 23   | 22               | 19    | Laila Friis-Salling | Đan Mạch                     | 45.00  | 11.80  | 45.00    |         |
| 24   | 24               | 23    | Elizabeth Swaney    | Hungary                      | 30.00  | 31.40  | 31.40    |         |

### Chung kết
Chung kết diễn ra vào lúc 10:30 ngày 20 tháng 2.
| Hạng | Số áo | Tên                 | Quốc gia                     | Lượt 1 | Lượt 2 | Lượt 3 | Tốt nhất | Ghi chú |
| ---- | ----- | ------------------- | ---------------------------- | ------ | ------ | ------ | -------- | ------- |
| 1    | 3     | Cassie Sharpe       | Canada                       | 94.40  | 95.80  | 42.00  | 95.80    |         |
| 2    | 7     | Marie Martinod      | Pháp                         | 92.20  | 92.60  | 23.20  | 92.60    |         |
| 3    | 1     | Brita Sigourney     | Hoa Kỳ                       | 89.80  | 88.60  | 91.60  | 91.60    |         |
| 4    | 6     | Annalisa Drew       | Hoa Kỳ                       | 86.80  | 73.00  | 90.80  | 90.80    |         |
| 5    | 13    | Ayana Onozuka       | Nhật Bản                     | 50.80  | 77.20  | 82.20  | 82.20    |         |
| 6    | 8     | Valeriya Demidova   | Vận động viên Olympic từ Nga | 79.00  | 80.60  | 77.60  | 80.60    |         |
| 7    | 22    | Rowan Cheshire      | Anh Quốc                     | 75.40  | 17.80  | 13.60  | 75.40    |         |
| 8    | 11    | Sabrina Cakmakli    | Đức                          | 74.20  | 57.60  | 20.40  | 74.20    |         |
| 9    | 2     | Zhang Kexin         | Trung Quốc                   | 73.00  | 55.40  | 71.00  | 73.00    |         |
| 10   | 24    | Rosalind Groenewoud | Canada                       | 70.60  | 67.80  | 66.60  | 70.60    |         |
| 11   | 4     | Maddie Bowman       | Hoa Kỳ                       | 25.80  | 26.40  | 27.00  | 27.00    |         |
| 12   | 17    | Anaïs Caradeux      | Pháp                         | DNS    | DNS    | DNS    | DNS      |         |